# دافار (جريدة إسرائيلية)
دافار (العبرية: דבר)، هي جريدة عبرية إسرائيلية يومية صدرت من العام 1925 إلى العام 1996 عن الهستدروت العامة، وتعني كلمة دافار بالعبرية القول.
صدر عددها الأول في الأول من يونيو 1925، تحت اسم «دافار- جريدة عمال أرض إسرائيل»، وكان محررها الأول بيرل كتسنلسون وكتب عديد من المفكرين والسياسيين اليهود والإسرائيليين فيها عبر السنين، ومن بينهم نتان الترمان، وزلمان شازار الذي تولى تحريرها عام 1944، وانتخب لرئاسة الوزراء لاحقًا بعد قيام إسرائيل.
مثلت الجريدة منذ قيامها المفاهيم الحزبية للتيار الاشتراكي القومي، والهستدروت التي اعتبرت كحكومة لليهود في فلسطين قبل قيام الدولة.
 تعرضت الجريدة إلى تراجع في مكانتها بين الصحف الإسرائيلية بعد ظهور الصحافة التجارية، مع استمرارية تراجع قوة ونفوذ الهستدروت العامة في الاوساط الإسرائيلية.   .
اعلنت الهستدروت عام 1995 عن نقل اسهم الجريدة إلى ايدي العمال فيها بسبب قلة الموارد التمويلية، وتم تغيير اسمها إلى (دافار ريشون) أي «القول الأول»، الا انها اعلنت عن اغلاق نفسها في ايار 1996.
في يونيو 2016 بدأ عمل موقع «دڤر» على الإنترنت، وفي يناير 2020 بدأ نسخة باللغة العربية.

## وصلات خارجية
- https://ar.davar1.co.il/